# روجر كروفورد (سياسي)
روجر كروفورد (بالإنجليزية: Roger Crawford)‏ هو سياسي أمريكي، ولد في 8 يونيو 1952 بسانت بول في الولايات المتحدة. حزبياً، نشط في الحزب الجمهوري لمينيسوتا ‏ والحزب الجمهوري. وقد انتخب عضو مجلس نواب مينيسوتا.